# Liolaemus shitan
Espèce
Statut de conservation UICN

 LC  : Préoccupation mineure
Liolaemus shitan est une espèce de sauriens de la famille des Liolaemidae.

## Répartition
Cette espèce est endémique de la province de Río Negro en Argentine.

## Étymologie
Son nom d'espèce signifie en arabe démon, en référence à l'agressivité de cette espèce et à sa coloration dorsale noire.

## Publication originale
- Abdala, Quinteros, Scrocchi & Stazzonelli, 2010 : Three new species of the Liolaemus elongatus group (Iguania: Liolaemidae) from Argentina. Cuadernos de herpetología, vol. 24, no 2, p. 93-109 (texte intégral).